# 聖母と祝福を授ける幼児キリスト
『聖母と祝福を授ける幼児キリスト』（せいぼとしゅくふくをさずけるようじキリスト、伊: Madonna col Bambino benedicente、英: Madonna with Blessing Child）、または『カップチーニの聖母』（カップチーニのせいぼ、伊: Madonna dei Cappuccini）は、イタリアのバロック絵画の巨匠グエルチーノが1629年ごろにキャンバス上に油彩で制作した絵画である。1966-1967年にキャンバスの裏面から署名と年記が発見されたが、署名と年記のあるグエルチーノの作品は非常に珍しい。ナポレオン戦争中の1796年にフランス軍に掠奪された後、パリのルーヴル美術館に展示されたが、1816年に返還された。1839年以来、チェントのイル・グエルチーノ市立美術館に所蔵されている。

## 作品
この絵画が『カップチーニの聖母』 (カプチン会修道士の聖母) として知られるのは、1629年11月26日にチェントのカプチン会が本作を聖歌隊席に置くための代金としてマルコ・アントニオ・キアレッリ氏に31スクードを支払ったという経緯による。
グエルチーノの画風はローマ滞在後変化してきたが、本作および同時期に制作された『聖母のもとに現れる復活したキリスト』 (イル・グエルチーノ市立美術館、チェント) において古典主義へのその方向性はほぼ固まる。両作品は、グエルチーノの画業の結節点に位置する作品といえる。

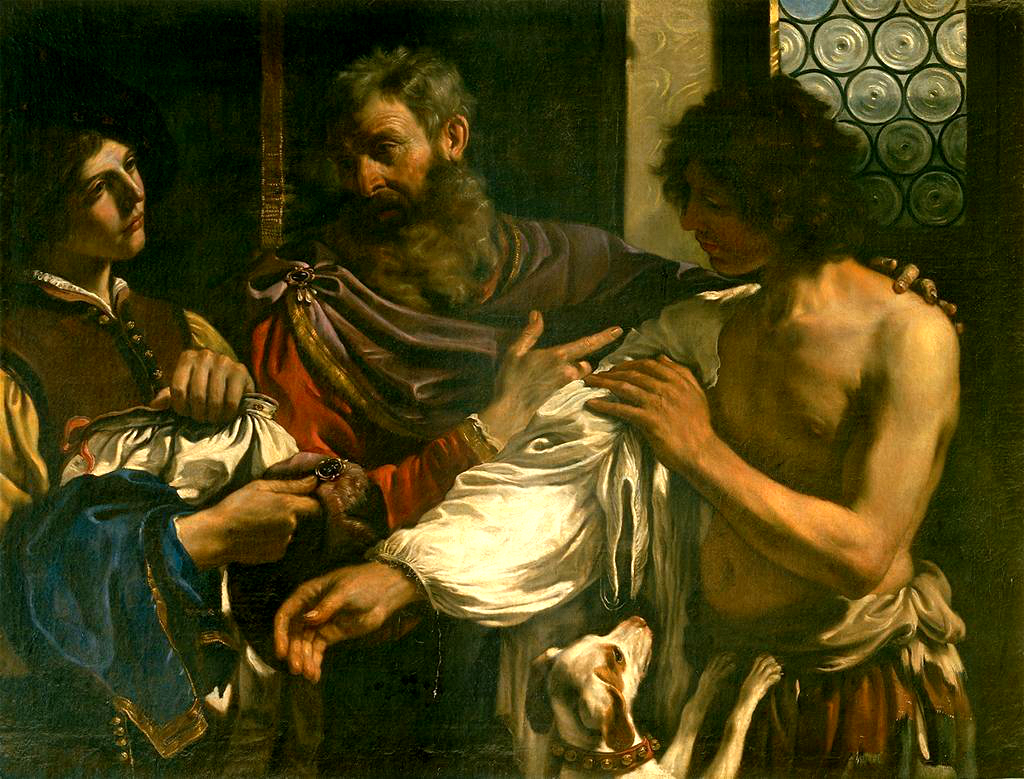
グエルチーノ『放蕩息子の帰還』 (1627-162年ごろ)、ボルゲーゼ美術館、ローマ

画面と平行に配された机の上で鑑賞者に祝福を与える幼児イエス・キリストと聖母マリアは、暗い空間から浮かび上がる。光は、主に身体の形態に立体感と量感を与えるために用いられている。キリストは鑑賞者の方に身体を捻り、右足をやや浮かせ気味にしてコントラポストのポーズをとる。潜在的な動きを孕んだポーズのキリストを、聖母は優しく見つめつつ両手でそっと静止させている。あるいは、聖母はキリストに祝福の行為を教えているようにも見える。
本作の1、2前に制作された『放蕩息子の帰還』 (ボルゲーゼ美術館、ローマ) 同様、室内にはガラスを通した光が柔らかく拡散している。最近の調査によってグエルチーノが構図を変えたことが明らかになっている。聖母の頭上の右側には、木々と丘のある大きな風景を望む、おそらく窓があった。しかし、グエルチーノは室内に差し込む光を制限するため、その窓を塗りつぶし、左側の窓だけを残した。窓を構成する丸いガラスの1つは割れており、そこから鮮やかな青空が見える。
色彩は『放蕩息子の帰還』に比べて整理され、明快な画面を作り出すのに貢献している。たとえば、布地やイエス・キリストの髪の色は身体の形態を際立たせている。この時期のグエルチーノの画風はグイド・レーニと同様のものであった。しかし、レーニがこの後すぐに柔らかな色彩を用い始めるのに対し、グエルチーノの色彩が変化するのは10年ほど後のことである。
1786年10月にチェントを訪れたドイツの詩人ゲーテは、『イタリア紀行』の中で以下のように記している。

さらにマリアが、自分のまえに立って群衆の方を向いている幼児の腕をとり、その手をあげて祝福を与えるようにさせている画像もよくできていた。カトリックの神話の精神からいうと非常に結構な、そして幾度も繰り返された意想である。